# Велимир Тодоровић
Велимир Тодоровић (1848 – 1920) био је српски правник и политичар, последњи министар унутрашњих дела за време владавине династије Обреновић.

## Биографија
Велимир Тодоровић рођен је у Смедереву 1848. године.  По образовању је био правник и најпре је радио као адвокат. Био је члан Радикалне странке, премда је важио за „дворског радикала”, односно припадника дела партије блиског династији Обреновић. Именован је за управника града Београда 1891. године. Обављао је и функцију народног посланика, а 1901. године постао је сенатор. У више мандата био је министар унутрашњих дела, најпре у влади Петра Велимировића, а затим у Првој и Другој влади Димитрија Цинцар-Марковића. У ноћи атентата на краља Александра и краљицу Драгу, 11. јуна 1903. године, председник владе Димитрије Цинцар-Марковић и министар војни Милован Павловић убијени су у својим кућама, док је Велимир Тодоровић тешко рањен.
Син Велимира Тодоровића, Ђорђе Тодоровић, био је истакнути дипломата Краљевине Србије и потоње Краљевине Срба, Хрвата и Словенаца.